# 스모키 (올림픽 마스코트)

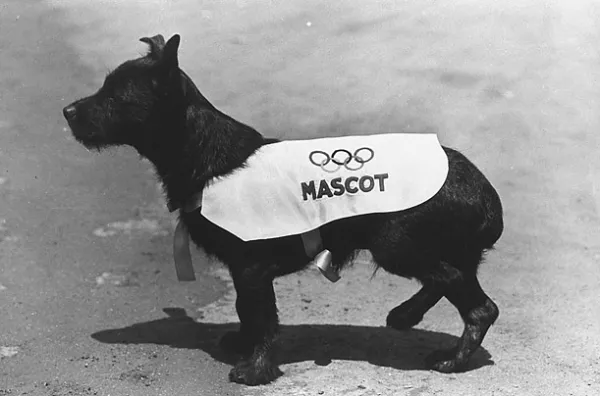
1932년의 스모키. 낙상 후 다리가 부러져 세 다리로 걸을 수밖에 없게 된 모습이 보이는데, 뒷다리가 들려 있는 것에 주목할 만하다.

스모키(somky 또는 smokey, 1931년/1932년? ~ 1934년 4월)는 1932년 하계 올림픽 선수촌의 마스코트로, 이후 올림픽 대회 전체의 마스코트가 된 강아지이다. 오늘날 국제올림픽위원회 (IOC)는 스모키를 공식 마스코트로 인정하지 않고 있으므로 비공식적이기는 하나 올림픽 대회 최초의 마스코트였으며, 지금까지 유일하게 실제 동물을 마스코트로 삼은 사례이다.
스모키 이후 올림픽 대회에서 마스코트를 도입하는 일은 없었으나 1968년 프랑스 그르노블에서 개최된 제10회 동계 올림픽에서 스키 선수를 캐릭터화한 '슈스'가 처음으로 채택되었다. 개최 당시 슈스는 공식 마스코트로 인정받지 못했으나 이후 공식으로 인정되었다.

## 역사

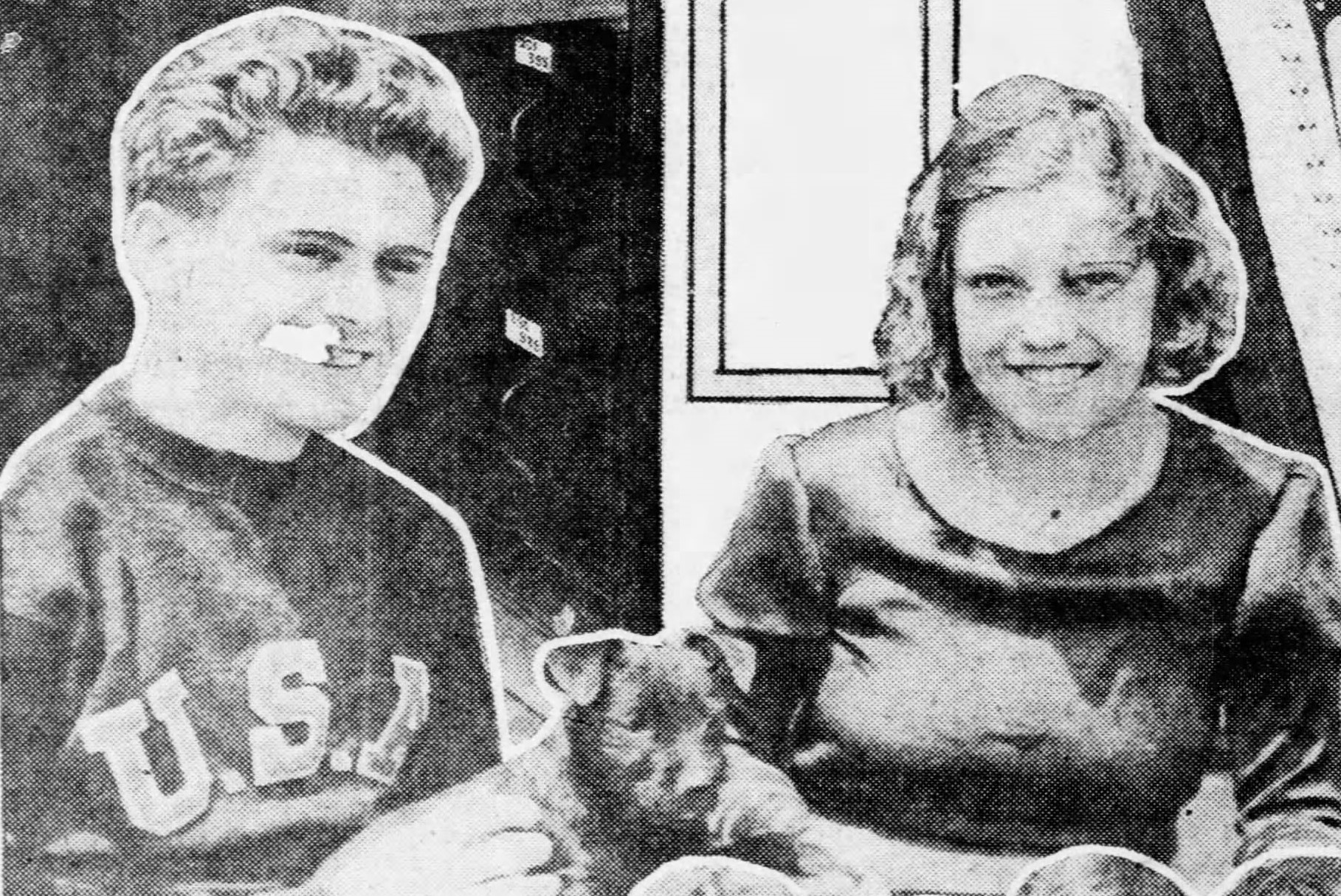
프랭크 와이코프와 아그네스 웨버가 스모키와 함께 있는 모습

스모키는 초창기 올림픽 선수촌 건설이 이루어질 때부터 나타났다. 한 자료에 따르면 1932년 1월 2일 선수촌 공사가 시작된 바로 그날 태어났다고 한다. 스모키는 어디서 왔는지 모를 자그마한 검은 개로, 견종 역시 스코틀랜드 테리어, 불독, 호주의 켈피 셰퍼드와 기타 견종이 섞인 것으로 여겨졌다. 곱슬거리는 털, 긴 몸체, 작은 발, 툭 튀어나온 귀와 말린 꼬리를 가지고 있었다.
스모키는 등장하자마자 선수촌에 머무르던 올림픽 선수단으로부터 엄청난 인기를 얻었다. 올림픽에 출전한 여러 국가의 선수들과 사진을 찍었고, '마스코트' (MASCOT)라는 글자와 올림픽 깃발이 새겨진 담요를 선물받았다. 이 담요에는 여러 나라의 메달, 핀, 문장이 부착되어 있었다.
1932년 7월 14일 현관에서 떨어져 다리 한쪽이 부러지는 바람에 선수촌에서 잠시 사라진 스모키는 세 다리로 절뚝거리는 모습으로 돌아왔다. 대회 조직위원회는 "전세계의 유명 선수들이 스모키의 부재에 슬퍼하고 있다"는 입장문을 내놓기도 했다. 대회가 끝난 뒤 스모키는 신시아 스미스와 클라크 스미스 부부에게 입양되어 반려동물이 되었다. 이후 1934년 4월 신원 불명의 뺑소니 운전자로부터 차에 치여 사망했다.

## 역할
사실상 최초의 올림픽 마스코트였지만, 스모키는 캐릭터가 아닌 실제 강아지로 선수들로부터 행운의 '부적'으로 받아들여졌으며 이 점에서 '마스코트' (mascotte)라는 프랑스어 어원의 정의에 좀 더 가까운 역할을 했다고 볼 수 있다. 마스코트에 대한 국제올림픽위원회의 공식 정의는 다음과 같다.
올림픽 마스코트는 올림픽과 패럴림픽 경기의 홍보대사이다. 이들은 올림픽 정신을 구현하며 대회에 선수들과 팬들을 맞이하는 중요한 역할을 한다.
이러한 정의와 더불어 올림픽 마스코트의 목적은 대회 자체의 이미지를 동반하고, 미디어에서 대대적인 노출이 이루어지며, 올림픽을 홍보하고 국제적 관심을 증대하는 데 대규모로 사용되는 것이다. 이 외에도 마스코트는 상업적 측면에서 중요한 역할을 하며, 관련 상품 판매를 통해 큰 수익을 보장한다. 스모키의 경우 선수들과 방문객들을 맞이하는 역할에 있어 어느 정도 성공을 거두었고 확실히 미디어 노출의 중심에 있었지만, 스모키의 이미지는 상업적 목적으로 사용된 적이 없으며, 선수촌과 대회가 치러지는 일부 지역 내에서만 알려져 있었다.